# Тринидадски белочели капуцин
Тринидадски белочели капуцин (Cebus albifrons trinitatis) је подврста белочелог капуцина (Cebus albifrons), врсте примата (Primates) из породице капуцина и веверичастих мајмуна (Cebidae). Према неким изворима овај таксон је посебна врста чије је латинско научно име Cebus brunneus или Cebus trinitatis.

## Распрострањење
Ареал врсте је ограничен на једну државу. Тринидад и Тобаго су једино познато природно станиште врсте.

## Угроженост
Ова врста је крајње угрожена и у великој опасности од изумирања.